# Хард Рок Стэдиум
Хард Рок Стэдиум (англ. Hard Rock Stadium), ранее назывался «Joe Robbie Stadium», «Pro Player Stadium», «Pro Player Park», «Dolphins Stadium» и «Сан-Лайф-стэдиум») — стадион, расположенный в городе Майами-Гарденс (штат Флорида, США). Стадион может принимать у себя матчи по американскому футболу, футболу, бейсболу, лякроссу, теннису. Является домашней ареной для команды НФЛ «Майами Долфинс». С 1993 по 2011 год на стадионе свои домашние матчи проводила команда Главной лиги бейсбола «Флорида Марлинс», который затем переехала на «LoanDepot парк».
18 января 2010 года «Майами Долфинс» подписали 5-летний контракт с компанией Sun Life Financial, в соответствии с которым стадион будет называться «Сан Лайф-стэдиум». Стоимость сделки составила 7,5 млн долларов в год (суммарно 37,5 млн долларов).
17 августа 2016 года Dolphins объявили, что права на название были проданы Hard Rock Cafe International и что стадион будет переименован в Hard Rock Stadium. Новое название было высмеяно фанатами Florida State Seminoles, поскольку племя семинолов Флориды является владельцами сети Hard Rock Cafe, но стадион является хозяином их соперников, «Майами Харрикейнс».
«Долфин Стэдиум» шесть раз принимал матчи Супербоула (XXIII, XXIX, XXXIII, XLI, XLIV и LIV), а также два раза игры Мировой серии по бейсболу (1997 и 2003).
На стадионе выступали с концертами такие исполнители, как Madonna, U2, Van Halen, Ozzy Osbourne, Flo Rida, The Rolling Stones, Pink Floyd, Elton John, Billy Joel, Chicago, Genesis, Gloria Estefan, Prince, The Police, Guns N' Roses, The Who, Hall & Oates, Rod Stewart, Paul McCartney и The Three Tenors.
8 февраля 2011 года стадион был выбран для проведения PPV от WWE Рестлмания XXVIII, которое состоялось 1 апреля 2012 года.
На стадионе пройдут матчи чемпионата мира по футболу 2026 года.